# 格林樸麗魚
格林樸麗魚，為輻鰭魚綱鱸形目隆頭魚亞目慈鯛科的其中一種，分布於非洲維多利亞湖流域，棲息深度可達4公尺，體長可達13.5公分，棲息在陡峭的岩石水域，屬雜食性，以藻類、浮游生物、甲殼類、昆蟲幼蟲等為食，生活習性不明。

## 擴展閱讀
維基物種上的相關：格林樸麗魚